# East Finchley (Metropolitano de Londres)
East Finchley é uma estação do Metrô de Londres em East Finchley, no borough londrino de Barnet, em Londres.

## História
A estação East Finchley foi construída pela Edgware, Highgate and London Railway (EH&LR) em sua linha de estação Finsbury Park para estação Edgware. Antes da linha ser aberta, ela foi comprada em julho de 1867 pela maior Great Northern Railway (GNR), cuja linha principal da King's Cross passava por Finsbury Park em seu caminho para Potters Bar e o norte. A estação, originalmente chamada de East End, Finchley, foi inaugurada junto com a ferrovia para Edgware em 22 de agosto daquele ano. A estação recebeu seu nome atual em 1 de fevereiro de 1887 ou, alternativamente, em 1886. Como resultado do 1921 Railways Act, que criou as "Big Four" companhias ferroviárias, a GNR se fundiu com várias outras ferrovias para criar a London & North Eastern Railway (LNER) em 1923.
Em 1935, o London Passenger Transport Board (LPTB) anunciou uma proposta, que ficou conhecida como Projeto Northern Heights. Isso deveria assumir as linhas LNER de Finsbury Park para Edgware, High Barnet e Alexandra Palace, e conectá-las à linha Northern em East Finchley e à linha Northern City em Finsbury Park. A construção da primeira fase deste projeto envolveu a extensão dos serviços de metrô do terminal existente da linha Northern na estação Archway, através de uma nova seção de túneis pareados sob a estação Highgate da LNER para emergir a sudeste da estação East Finchley, onde conexões de trilhos para a linha LNER foram feitas.